# Pierre-Jean Burette
Pierre-Jean Burette (París, 21 de novembre de 1665 - idm. 19 de maig de 1747) fou un metge i compositor musical francès.
Primerament prestà els seus serveis en l'hospital de la Caritat i el 1710 fou nomenat professor de medicina del Col·legi reial. També fou censor reial i va pertànyer a l'Acadèmia d'Inscripcions, col·laborant durant trenta tres anys en el Journal des Savants.
Els seus treballs es refereixen principalment a la música i a les danses gregues. Com a compositor deixà: Le Printemps et autres cantates françaises (París, 1722).